# Харламов, Василий Ильич
Василий Ильич Харламов (1921—1998) — капитан Советской Армии, участник Великой Отечественной войны, Герой Советского Союза (1944).

## Биография
Родился 14 января 1921 года в селе Исык (ныне — город Есик в Алматинской области Казахстана). После окончания Джамбульского железнодорожного училища работал электротехником. В 1940 году Харламов был призван на службу в Рабоче-крестьянскую Красную Армию. С декабря 1942 года — на фронтах Великой Отечественной войны. В 1944 году Харламов окончил курсы младших лейтенантов.
К июню 1944 года младший лейтенант Василий Харламов командовал пулемётным взводом 220-го стрелкового полка 4-й стрелковой дивизии 69-й армии 1-го Белорусского фронта. Отличился во время освобождения Волынской области Украинской ССР. 21-22 июня 1944 года взвод Харламова отразил десять немецких контратак в районе деревни Блаженик Ковельского района, уничтожив несколько десятков солдат и офицеров противника.
Указом Президиума Верховного Совета СССР от 23 августа 1944 года младший лейтенант Василий Харламов был удостоен высокого звания Героя Советского Союза с вручением ордена Ленина и медали «Золотая Звезда».
В 1947 году в звании капитана Харламов был уволен в запас. Проживал и работал в Алма-Ате.
Был также награждён орденами Отечественной войны 1-й и 2-й степеней, рядом медалей.
В честь Харламова названа школа в селе Мокрец Турийского района Волынской области Украины.